# Klaus Adelt

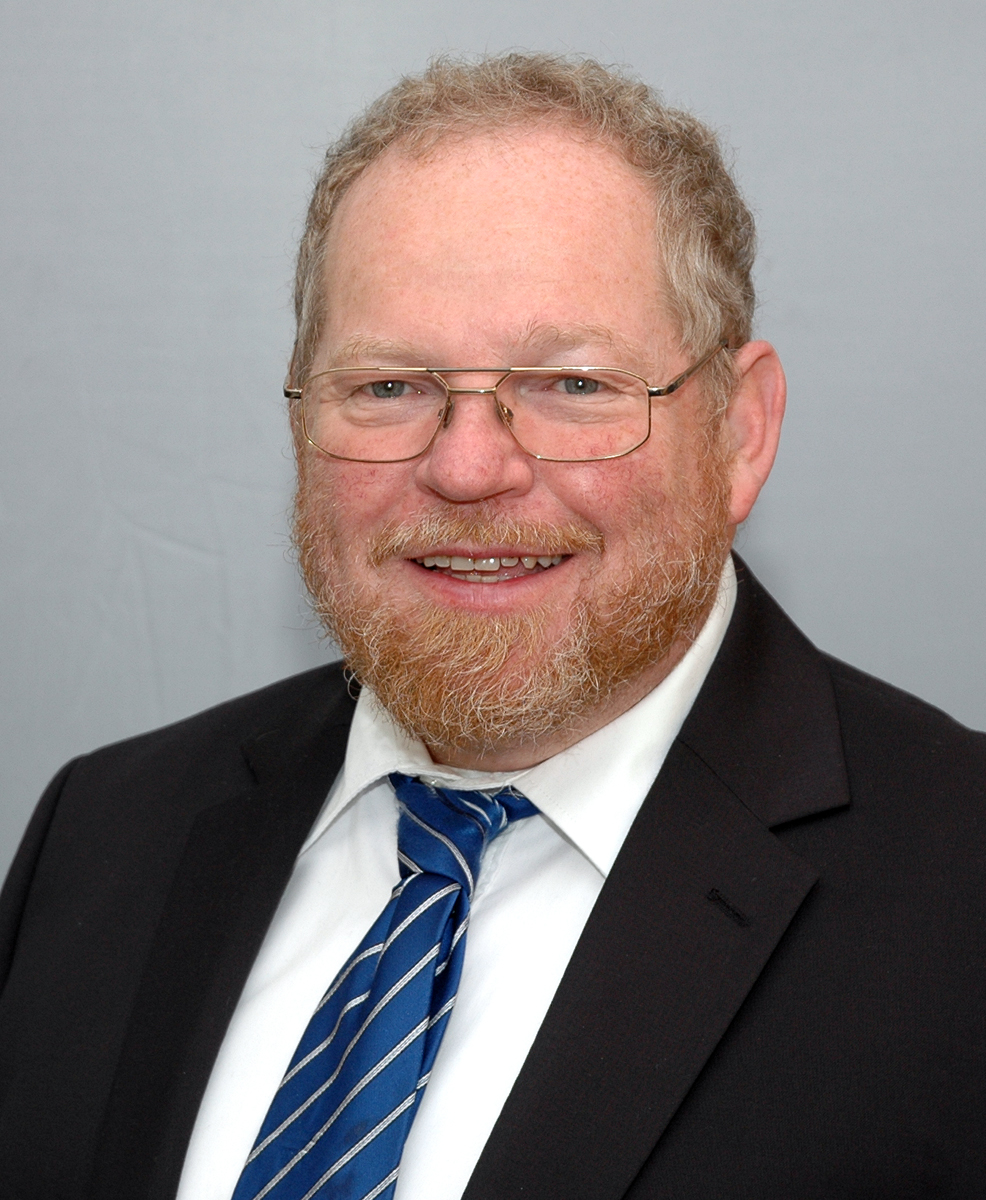
Klaus Adelt, 2013

Klaus Adelt (* 19. Oktober 1956 in Hof) ist ein deutscher Kommunal- und Landespolitiker (SPD). Von 1990 bis 2013 war er Bürgermeister im oberfränkischen Selbitz und gehörte von 2013 bis 2023 als Abgeordneter dem Bayerischen Landtag an.

## Leben
Klaus Adelt wurde im Jahr 1956 als drittes Kind von Walter und Elisabeth Adelt im oberfränkischen Hof geboren und ist in Selbitz aufgewachsen. Er besuchte die Volksschule in Selbitz und anschließend das Gymnasium in Naila, wo er im Jahr 1976 Abitur machte. Adelt studierte Geografie und Wirtschaftswissenschaften für das Lehramt an der Universität Bayreuth und arbeitete bis 1990 in der Erwachsenenbildung. Neben seiner Tätigkeit als Landtagsabgeordneter ist Adelt selbstständig im Handel von Stockfisch tätig, eine traditionelle Speise im Frankenwald und in Teilen des Fichtelgebirges. Er ist zudem als Stockfischexperte bekannt, hält Vorträge und gibt Interviews. Adelt ist römisch-katholisch und nicht verheiratet.

## Politische Laufbahn
Im Jahr 1974 trat er der SPD bei und wurde 1984 erstmals zum Stadtrat seiner Heimatstadt gewählt. 1990 wurde er Bürgermeister von Selbitz und Kreisrat im Landkreis Hof. In den Jahren 1999 bis 2008 war Adelt stellvertretender Landrat. Von 2008 bis 2014 war er zweiter Vizepräsident des Bayerischen Gemeindetages.
Adelt blieb Bürgermeister der Stadt Selbitz, bis er bei der Landtagswahl 2013 über die Liste des Wahlkreises Oberfranken für die SPD zum Mitglied des bayerischen Landtags gewählt wurde. Er erzielte mit 33,6 % das zweitbeste Erststimmenergebnis aller bayerischen SPD-Landtagskandidaten. In seiner Fraktion war er Sprecher der oberfränkischen SPD-Landtagsabgeordneten, fachpolitischer Sprecher für kommunale Daseinsvorsorge und volksfestpolitischer Sprecher. Im Landtag gehört er dem Ausschuss für Kommunale Fragen, Innere Sicherheit und Sport, sowie dem Ausschuss für Umwelt und Verbraucherschutz an. Im Dezember 2017 erfolgte seine einstimmige Wiederwahl als Landtagskandidat der SPD für den Stimmkreis Hof. Bei den Bayerischen Landtagswahlen 2018 erreichte er im Stimmkreis Hof als Direktkandidat die zweitmeisten Stimmen (25,6 %). Mit 24.910 Gesamtstimmen der SPD im Wahlkreis Oberfranken zog er erneut in den Landtag ein. Zur Landtagswahl 2023 trat er nicht wieder an.
| Erststimmenergebnis bei der Bayerischen Landtagswahl 2018 | Erststimmenergebnis bei der Bayerischen Landtagswahl 2018 | Erststimmenergebnis bei der Bayerischen Landtagswahl 2018 | Erststimmenergebnis bei der Bayerischen Landtagswahl 2018 | Erststimmenergebnis bei der Bayerischen Landtagswahl 2018 |
| --------------------------------------------------------- | --------------------------------------------------------- | --------------------------------------------------------- | --------------------------------------------------------- | --------------------------------------------------------- |
|                                                           |                                                           |                                                           |                                                           |                                                           |
| Alexander König, CSU                                      | Alexander König, CSU                                      |                                                           | 36,2 %                                                    | 36,2 %                                                    |
| Klaus Adelt, SPD                                          | Klaus Adelt, SPD                                          |                                                           | 25,6 %                                                    | 25,6 %                                                    |
| Michael Wüst, AfD                                         | Michael Wüst, AfD                                         |                                                           | 12,4 %                                                    | 12,4 %                                                    |
| Philipp Brammer, Grüne                                    | Philipp Brammer, Grüne                                    |                                                           | 8,3 %                                                     | 8,3 %                                                     |
| Hans Martin Grötsch, Freie Wähler                         | Hans Martin Grötsch, Freie Wähler                         |                                                           | 7,4 %                                                     | 7,4 %                                                     |
| Peter Senf, FDP                                           | Peter Senf, FDP                                           |                                                           | 3,9 %                                                     | 3,9 %                                                     |
| Manuel Frisch, Die Linke                                  | Manuel Frisch, Die Linke                                  |                                                           | 2,9 %                                                     | 2,9 %                                                     |
|                                                           |                                                           |                                                           |                                                           |                                                           |

## Ämter
- Kreisrat im Landkreis Hof
- Stadtrat in Selbitz

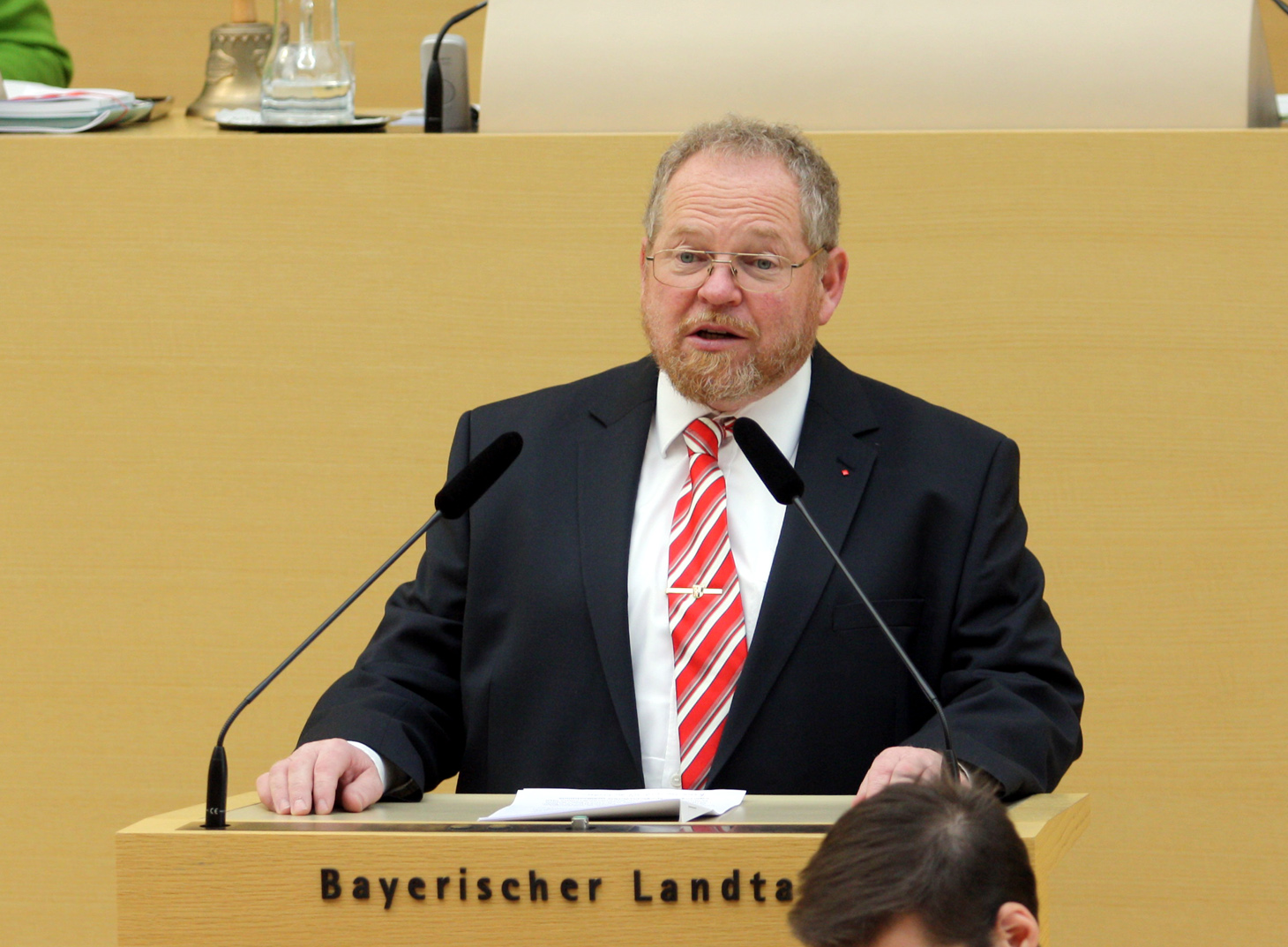
Rede im Bayerischen Landtag

- Vorsitzender des SPD-Kreisverbandes Hof-Land
- Landesvorstandsmitglied der SGK Bayern
- Zweiter Vorsitzender Oberfränkisches Feuerwehrmuseum e. V.
- Zweiter Vorsitzender Baumpfleger Kreisverband Hof
- Stellvertretender Vorsitzender des Gefängnisbeirates der Justizvollzugsanstalt St. Georgen-Bayreuth
- Stellvertretender Vorsitzender der Volkshochschule im Landkreis Hof

## Mitgliedschaften
- Bayerisches Rotes Kreuz
- Arbeiter-Samariter Bund
- Landesbund für Vogelschutz in Bayern
- SpVgg Selbitz
- Museumsverein Naila
- Grafikmuseum Stiftung Schreiner

## Ehrungen und Auszeichnungen
- Kommunale Verdienstmedaille in Silber[6]
- Goldene Bürgermedaille der Stadt Selbitz[7]
- Dorfökologiepreis 2012[8]
- 2024: Bayerischen Verdienstorden